# Cissus rhodotrichus
Cissus rhodotrichus är en vinväxtart som först beskrevs av Bak., och fick sitt nu gällande namn av Descoings. Cissus rhodotrichus ingår i släktet Cissus och familjen vinväxter. Inga underarter finns listade i Catalogue of Life.